# 蕭札剌
萧札刺（?—?）字虚辇，辽国政治人物。北府宰相萧排押的弟弟。性介特，不关心事业。保宁年间，因是官员亲属，做官，累迁宁远军节度使。澹泊名利，不务政事。统和末年，受召任南京马步军都指挥使。因病辞职，未成，改任夷离毕。又因病辞职，许可。遂入颉山，杜门不出。皇上嘉奖他的志向，不再让他任职，萧札刺自此安家于颉山。亲友有时与其来往，每日都不谈世事。所有宴游的邀请，也不拒。一年有大半年居于山中，与世俗不偶。耶律资忠看重他，目日颉山老人。后去世。